# Copa Catalunya de futbol masculina 1936
La Copa Catalunya de futbol de 1936 fou una competició catalana de futbol que es disputà la temporada 1935-36, al final de la temporada, i que fou guanyada per Terrassa FC.
Organitzada per la Federació Catalana de Futbol, hi prengueren part clubs de Segona Categoria Ordinària, Segona Categoria Preferent, Primera Categoria B i Primera Categoria A. Es disputà durant els mesos de maig i juny en eliminatòries a partit únic (malgrat alguna eliminatòria fou a doble partit)

## Eliminatòries
| Segona Categoria Ordinària | Segona Categoria Preferent | Primera Categoria B | Primera Categoria A |

### Primera eliminatòria
Hi participen 32 equips, 26 equips de Segona Categoria Ordinària i 6 de Segona Preferent.
| 1 i 3 de maig  | FC Amposta           | - | Dertusa FC               | 2 / 1 | - | 1 / 1 |
| 3 de maig      | Reus Deportiu        | - | Gimnàstic de Tarragona   | 0     | - | 1     |
| 3 de maig      | FC Vilafranca        | - | FC Catalunya de Vilanova | 1     | - | 2     |
| 3 de maig      | Lleida SC            | - | Borges FC                | 2     | - | 0     |
| 3 de maig      | Tàrrega SC           | - | CD Català Cervera        | 2     | - | 2     |
| 3 de maig      | CD Martorell         | - | CD Olesa                 | 3     | - | 1     |
| 3 de maig      | Sant Cugat Sport FC  | - | US de Rubí               | 1     | - | 0     |
| 3 de maig      | Atlètic Cornellà     | - | CD Hèrcules              | 3     | - | 1     |
| 3 de maig      | Olot FC              | - | FC Banyoles              | 6     | - | 0     |
| 3 de maig      | US Colomenca         | - | FC Popular d'Arenys      | 6     | - | 0     |
| 3 de maig      | UE Poble Sec         | - | Mollet SC                | 4     | - | 0     |
| 3 de maig      | Malgrat SC           | - | Blanes FC                | 1     | - | 0     |
| 3 de maig      | AEC Manlleu          | - | Ripoll FC                | 2     | - | 1     |
| 3 de maig      | Gavà FC              | - | CD Prat                  |       | - | n/p   |
| 3 de maig      | Foment Molins de Rei | - | FC Santjoanenc           | 5     | - | 2     |
| 3 i 10 de maig | FC Vendrell          | - | Valls AC                 | ? / 1 | - | ? / 2 |

### Segona eliminatòria
A més dels 16 equips classificats de la ronda anterior, s'hi incorporen 4 equips de Segona Preferent, Manresa, Santboià, Gràcia i Iluro.
| 17 de maig | CD Martorell           | - | CE Manresa               | 3 | - | 1   |
| 17 de maig | Sant Cugat Sport FC    | - | Atlètic Cornellà         | 3 | - | 0   |
| 17 de maig | Gavà FC                | - | FC Santboià              | 0 | - | 0   |
| 17 de maig | Foment Molins de Rei   | - | Gràcia SC                | 4 | - | 2   |
| 17 de maig | UE Poble Sec           | - | US Colomenca             | 2 | - | 1   |
| 17 de maig | Iluro SC               | - | Malgrat SC               | 4 | - | 0   |
| 17 de maig | Olot FC                | - | AEC Manlleu              | 3 | - | 2   |
| 17 de maig | Tàrrega SC             | - | Lleida SC                | 7 | - | 0   |
| 21 de maig | Gimnàstic de Tarragona | - | FC Amposta               | 5 | - | 1   |
| 21 de maig | Valls AC               | - | FC Catalunya de Vilanova |   | - | Abd |

### Tercera eliminatòria
Als 10 equips classificats de la ronda anterior, s'hi incorporen el campió de Segona Preferent (Vic), 6 equips de Primera B (Terrassa, Sants, Sant Andreu, Granollers, Horta i Martinenc) i 3 equips de Primera A (Girona, Sabadell i Júpiter).
| 30 i 31 de maig        | Iluro SC               | - | Granollers SC  | 7 / 1 | - | 0 / 9 |
| 31 de maig             | Sant Cugat Sport FC    | - | CE Sabadell FC | 1     | - | 5     |
| 31 de maig             | UE Sants               | - | FC Santboià    | 3     | - | 2     |
| 31 de maig             | UE Sant Andreu         | - | UE Poble Sec   | 5     | - | 0     |
| 31 de maig             | Vic FC                 | - | Olot FC        | 8     | - | 4     |
| 31 de maig             | UA d'Horta             | - | Tàrrega SC     | 3     | - | 1     |
| 31 de maig             | Gimnàstic de Tarragona | - | CE Júpiter     | 2     | - | 1     |
| 31 de maig             | FC Martinenc           | - | Valls AC       | 7     | - | 1     |
| 30 de maig i 1 de juny | Foment Molins de Rei   | - | FC Girona      | 2 / 1 | - | 1 / 7 |
| 30 de maig i 1 de juny | FC Terrassa            | - | CD Martorell   | 5 / 1 | - | 0 / 2 |

### Vuitens de final
Als 10 equips classificats de la ronda anterior, s'hi incorporen els dos equips restants de Primera B (Europa i Calella) i 2 equips de Primera A (Badalona i Espanyol).
| 7 de juny      | Gimnàstic de Tarragona | - | CE Espanyol    | 3     | - | 1     |
| 7 de juny      | CE Sabadell FC         | - | FC Terrassa    | 3     | - | 4     |
| 7 de juny      | Vic FC                 | - | Granollers SC  | 4     | - | 0     |
| 7 de juny      | FC Martinenc           | - | UE Sant Andreu | 3     | - | 1     |
| 7 i 11 de juny | UA d'Horta             | - | CE Europa      | 0 / 1 | - | 3 / 2 |
| 7 de juny      | FC Badalona            | - | UE Sants       | 4     | - | 7     |
| 7 i 11 de juny | Calella SC             | - | FC Girona      | 3 / 1 | - | 1 / 6 |

### Quarts de final
El quarts de final els disputen els set classificats de la ronda anterior, més el Barcelona, campió de Primera A.
| 11 i 14 de juny | FC Barcelona | - | Gimnàstic de Tarragona | 7 - 0 | - | 2 - 2 |
| 14 de juny      | FC Terrassa  | - | Vic FC                 | 1     | - | 1     |
| 14 de juny      | CE Europa    | - | FC Martinenc           | 4     | - | 2     |
| 14 de juny      | FC Girona    | - | UE Sants               | 3     | - | 1     |

### Semifinals
La disputen els quatre campions de quarts de final. El partit Terrassa-Vic no finalitzà però la federació donà la classificació als egarencs. Les semifinals es disputaren a Terrassa i a Vista Alegre, Girona.
| 21 de juny | FC Girona   | - | CE Europa    | 3 | - | 1 |
| 14 de juny | FC Terrassa | - | FC Barcelona | 6 | - | 3 |

### Final
Terrassa i Girona disputaren la final de la Copa Catalunya a Granollers. El Terrassa es proclamà campió en derrotar el Girona a la pròrroga.
| 28 de juny | FC Terrassa | - | FC Girona | 3 | - | 2 |